# Master and Servant
Master and Servant è un singolo del gruppo musicale britannico Depeche Mode, il secondo estratto dal quarto album in studio Some Great Reward. È stato pubblicato il 20 agosto del 1984.
Arrivò alla posizione numero 9 nella Official Singles Chart britannica. Negli Stati Uniti raggiunse invece la posizione numero 87.
Ci sono 3 versioni della canzone: la prima dura 3 min 48 s, la seconda dura 9 min 38 s e quella dell'album dura 4 min 12 s.

## Video musicale
Il videoclip che accompagna l'uscita del singolo è stato diretto da Clive Richardson.

## Tracce
Testi e musiche di Martin Lee Gore.
1. Master and Servant (Single Version) – 3:45
2. (Set Me Free) Remotivate Me (Single Version) – 4:12

## Formazione
Hanno partecipato alle registrazioni, secondo le note di copertina di Some Great Reward:
Gruppo
- Martin Gore – strumentazione, voce
- Alan Wilder – strumentazione, voce
- David Gahan – strumentazione, voce principale
- Andrew Fletcher – strumentazione, voce

Produzione
- Daniel Miller – produzione
- Depeche Mode – produzione
- Gareth Jones – produzione
- Ben Ward – assistenza tecnica
- Stefi Marcus – assistenza tecnica
- Colin McMahon – assistenza tecnica
- Brian Griffin – fotografia
- Stuart Graham – assistenza alla fotografia
- Martyn Atkins – design
- David A. Jones – design
- Marcx – design

## Classifiche
| Classifica (1984/85)     | Posizione massima |
| ------------------------ | ----------------- |
| Australia                | 89                |
| Belgio (Fiandre)         | 6                 |
| Francia                  | 22                |
| Germania                 | 2                 |
| Irlanda                  | 6                 |
| Italia                   | 33                |
| Paesi Bassi              | 41                |
| Regno Unito              | 9                 |
| Stati Uniti              | 87                |
| Stati Uniti (dance club) | 49                |
| Svezia                   | 7                 |
| Svizzera                 | 8                 |